# Komory (wyspy)
Komory (fr. Comores, arab. Al-Qumur, kom. Komori) – archipelag wysp w Kanale Mozambickim na Oceanie Indyjskim.

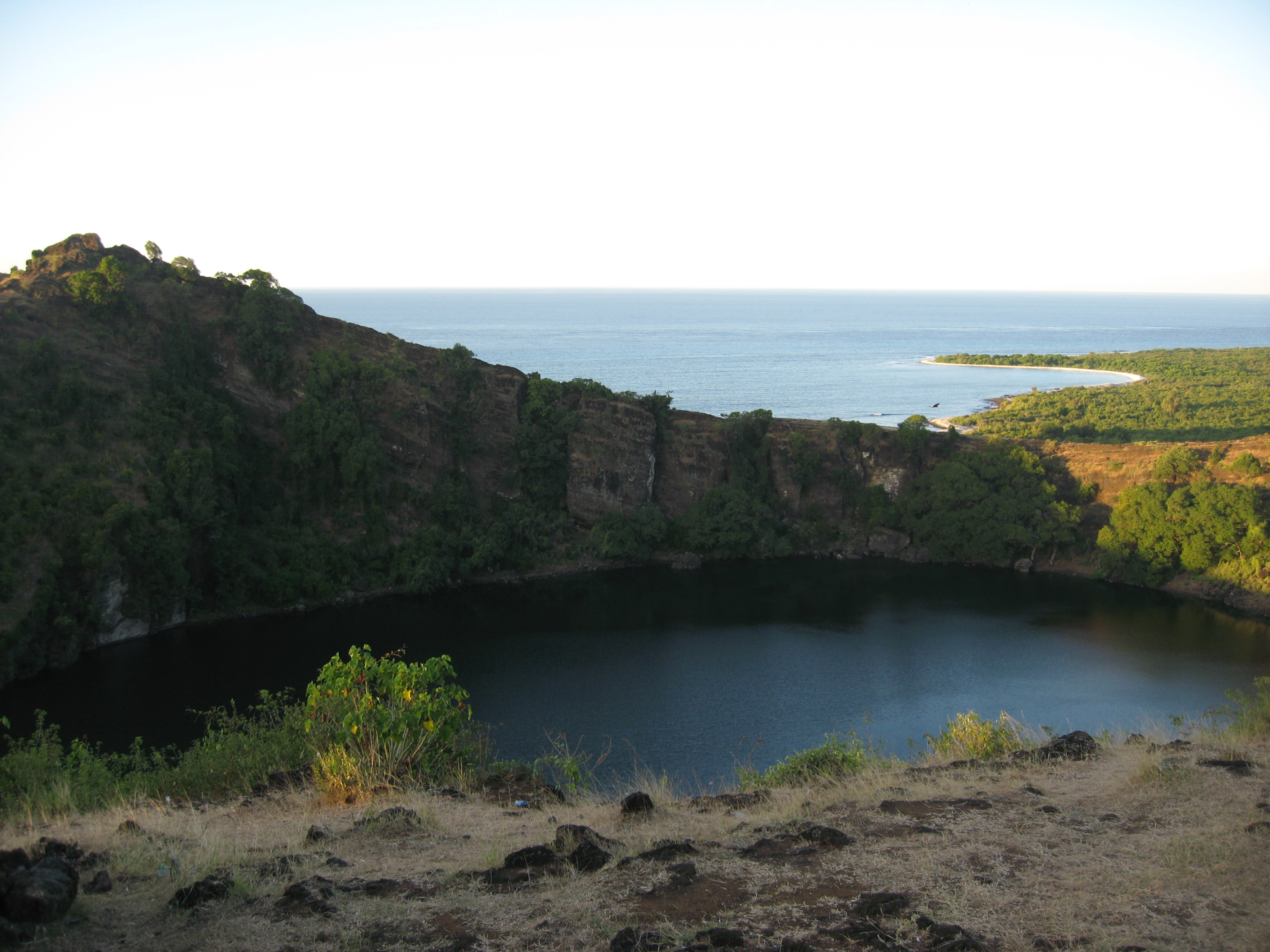
Stary krater wulkaniczny

Na archipelag położony pomiędzy Madagaskarem a Mozambikiem składają się cztery duże wyspy i kilkadziesiąt małych. Trzy duże wyspy: Wielki Komor, Anjouan i Mohéli tworzą państwo Komory, zaś czwarta Majotta (i większość małych wysepek) jest departamentem zamorskim Francji.
Są to górzyste wyspy pochodzenia wulkanicznego, panuje na nich wilgotny klimat równikowy.